# Loïc Jacob
Loïc Jacob (Marche-en-Famenne, 11 november 1986) is een Belgisch politicus voor Les Engagés.

## Biografie
Jacob studeerde af als master in de politieke wetenschappen en internationale betrekkingen aan de Universiteit Luik. 
Hij was vormingsmedewerker bij Jeunesse et Santé, een jeugdorganisatie van de Christelijke Mutualiteit ter promotie van gezondheidsonderwijs bij jongeren, en was daarna regionaal secretaris van Enéo, een sociale beweging ter versterking van de participatie van ouderen, tevens verbonden aan de Christelijke Mutualiteit. Van 2020 tot 2024 was hij verantwoordelijke van het departement sociale beweging van de Christelijke Mutualiteit van Verviers-Eupen.
In oktober 2012 werd Loïc Jacob voor het toenmalige cdH verkozen tot gemeenteraadslid van Hamoir. Van december 2018 tot juni 2024 was hij OCMW-voorzitter van de gemeente.
Bij de Waalse verkiezingen van 9 juni 2024 werd hij verkozen in het arrondissement Hoei-Borgworm. Vervolgens nam hij zitting in het Waals Parlement en het Parlement van de Franse Gemeenschap.